# Râul Valea Băilor, Talna
Râul Valea Băilor, Talna este un curs de apă care este afluentul de stânga și una din cele două surse ale cursului de apă Pârâul Muntelui, Talna din județul Satu Mare, România.